# Брейя, Катрин
Катрин Брейя (фр. Catherine Breillat, род. 13 июля 1948, Брессюир) — французская писательница, режиссёр, актриса, художник-постановщик. В своих литературных и киноработах исследует вопросы сексуальности, гендерных взаимоотношений и насилия, причём раскрывает их так эпатажно и откровенно, что, в частности, её последние фильмы едва не получили гриф «порнография» и в момент выхода находились на грани запрета. Катрин Брейя также является профессором «авторского кино» в European Graduate School (Швейцария), где ведёт летние семинары.
Брейя сыграла в эпизоде «Последнего танго в Париже» Бернардо Бертолуччи, а свой первый фильм, «Настоящая девчонка», сняла в 1976 году. Сама написала сценарии ко всем своим картинам. Также была одним из сценаристов в фильме Феллини «И корабль плывёт…».

## Фильмография
- 1976 — Настоящая девчонка / Une vraie jeune fille
- 1979 — Ночной бардак / Tapage nocturne
- 1988 — 36-й для девочек / 36 Fillette
- 1991 — Грязная, как ангел / Sale comme un ange
- 1996 — Идеальная любовь! / Parfait Amour!
- 1999 — Романс Х / Romance
- 2001 — Моей сестре! / À ma sœur!
- 2001 — Короткая переправа / Brève Traversée
- 2002 — Интимные сцены / Sex Is Comedy
- 2004 — Порнократия / Anatomie de l’enfer
- 2007 — Тайная любовница / Une vieille maîtresse
- 2008 — Синяя Борода / Barbe bleue
- 2010 — Спящая красавица / La Belle Endormie (телефильм)
- 2013 — Злоупотребление слабостью / Abus de faiblesse
- 2023 — Запретная страсть / L’Été dernier

## Награды
- В июле 2008 года на Ереванском кинофестивале «Золотой абрикос» была удостоена премии имени Параджанова «за смелость в искусстве».